# Tenía tanto que darte
Singles de Nena Daconte
Marta
(2006) El Aleph
(2008)
Pistes de Retales De Carnaval
Mentiras
(2)
Tenía Tanto Que Darte est une chanson du groupe de musique pop espagnol Nena Daconte, interprétée par la chanteuse et gagnante de Star Academy en Espagne. Le single sort en 2008 sous le major Universal. Tenía Tanto Que Darte est extrait du second album studio du groupe Retales De Carnaval (2008), la chanson a été écrite par Mai Meneses et produite par Kim Fanlo. Le single se classe numéro deux des ventes en Espagne.

## Classement par pays
| Classement (2008)          | Meilleure position |
| -------------------------- | ------------------ |
| Espagne (PROMUSICAE)       | 1                  |
| Espagne Los 40 Principales | 1                  |
| Espagne (Itunes)           | 1                  |
| Europe Singles 200         | 47                 |